# Shughni
Le shughni (autonyme : xuγ̌nůn ziv ou хуг̌ну̊н зив, « langue des Shughni »), ou chougnan, est une langue iranienne parlée au Tadjikistan, dans la région autonome du Haut-Badakhchan.
Il est parlé par les Pamiris (en).

## Classification
Le shughni fait partie du sous-groupe des langues pamiriennes.

## Phonologie
Les tableaux montrent la phonologie du shughni.

### Voyelles
|         | Antérieure   | Centrale     | Postérieure  |
| ------- | ------------ | ------------ | ------------ |
| Fermée  | i [i]        |              | u [u] ů [ʊ]  |
| Moyenne | e [e] ē [eː] |              | o [o] ō [oː] |
| Ouverte |              | a [a] ā [aː] |              |

### Consonnes
|               |               | Bilabiales | Dentales | Alvéolaires | Alvéolaires | Alvéolaires | Dorsales | Dorsales | Glottales |
| ------------- | ------------- | ---------- | -------- | ----------- | ----------- | ----------- | -------- | -------- | --------- |
| Centrales     | Latérales     | Bilabiales | Dentales | Palatales   | Vélaires    | Uvulaire    |          |          | Glottales |
| Occlusives    | Sourde        | p[p]       |          | t [t]       |             |             | k [k]    | q [q]    |           |
| Occlusives    | Sonore        | b [b]      |          | d [d]       |             |             | g [g]    |          |           |
| Affriquées    | Sourde        |            |          | c [t͡s]      |             | č [t͡ʃ]      |          |          |           |
| Affriquées    | Sonore        |            |          | dz [d͡z]     |             | j [d͡ʒ]      |          |          |           |
| Fricatives    | sourdes       | f [f]      | θ [θ]    | s [s]       |             | š [ʃ]       | x [x]    | χ [χ]    | h [h]     |
| Fricatives    | sonores       | v [v]      | ð [ð]    | z [z]       |             | ž [ʒ]       | ɣ [ɣ]    | ʁ [ʁ]    |           |
| Nasales       | Nasales       | m [m]      |          | n [n]       |             |             |          |          |           |
| Liquides      | Liquides      |            |          | r [r]       | l [l]       |             |          |          |           |
| Semi-voyelles | Semi-voyelles | w [w]      |          |             |             | y [j]       |          |          |           |

## Linguistes
Cette langue a notamment été étudiée par Ivan Zaroubine, D. Edelman et Ch. Youssoufbekov.